# Костел Святого Петра Апостола (Одеса)
Церква Святого Петра Апостола (пол. Kościół Świętego Piotra Apostoła) — римо-католицький храм Одеси. Розташований за адресою: вул. Гаванна, 5. Тривалий час існував як єдиний діючий римо-католицький храм міста Одеси та півдня України. З 2019 року має статус малої базилікі.

## Опис
Церква Святого Петра апостола збудована у стилі італійського бароко. Базиліка майже цілком позбавлена прикрас — єдиною прикрасою є мозаїка апостола Петра над головним входом. Висота склепінь складає 8 м, довжина — 26 м, а ширина — 12 м.

## Історія

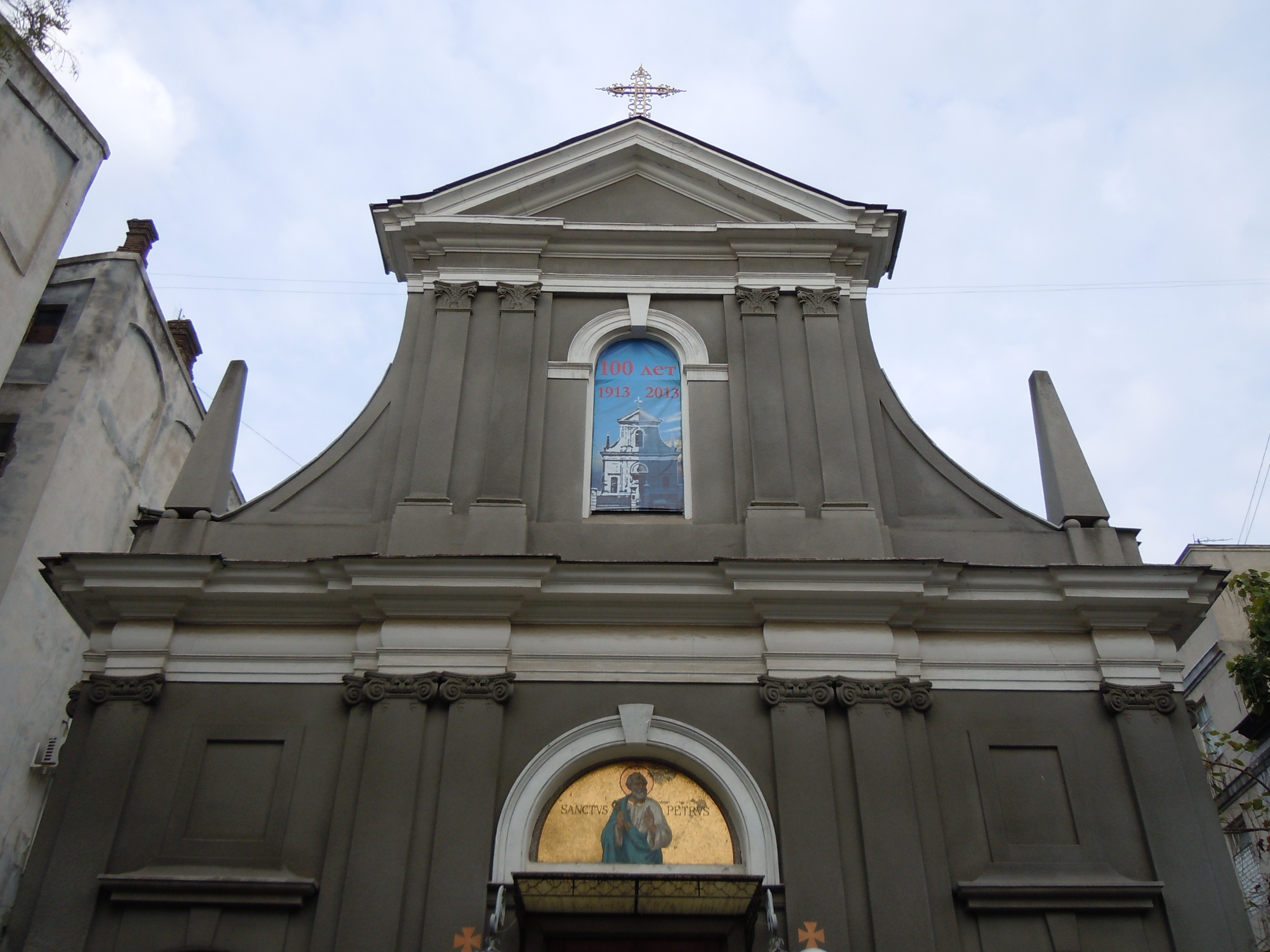
Фасад храму

### Заснування каплиці
Засновником храму є нащадки французького роду Вассалів, які оселилися в Одесі наприкінці 18 сторіччя. Один із нащадків Вассалів — Петро Вассал —  у 1911 році придбав ділянку землі на вулиці Гаванній, де він вирішив збудувати у 1912 році концертну залу за проектом архітектора Ф. П. Нестурха. Але він помер не встигнувши розпочати будівництво. Його племінник і спадкоємець, Олександр Володимирович Вассал, вирішив збудувати на місці запланованої концертної зали каплицю в честь Петра Вассала. У 1912 році Олександр Вассал у своєму спадку написав:
|  | У зв'язку із тим, що вірян в Одесі багато, а дві раніше збудовані католицькі церкви не вміщують усіх прихожан, я вирішив зі свого родового майна виділити ділянку землі по вул. Гаванній, № 3, для будівництва католицької каплиці та невеликого будинку для священика, а крім того, 20 000 рублів на саме будівництво. |

Крім вказаної суми значні кошти на розбудову виділили прихожани із знатних родів: Раллі, Фредеріке та інші. Проект храму був розроблений архітектором Артуром Густавовичем Л'юіксом і громадським інженером Карлом Яковичем Меснером. Питання із будівництвом вирішував отець Огюст Манильє, який особисто вів перемовини про відкриття нової парафії із міністром віросповідань у Санкт-Петербурзі. 6 жовтня 1913 року єпископ Тираспольський Йозеф Кесслер освятив зведену каплицю на честь Святого апостола Петра, в пам'ять про Петра Вассаля. З тих часів храм існував як каплиця для моряків-католиків (храм знаходиться неподалік від Одеського морського порту).

### Прихід Радянської влади
Із приходом більшовиків розпочалися гоніння на релігію. У 1920-х роках отець Огюст Манильє покинув Одесу, а отці Пьетро Леоне і Жан Ніколя — засуджені. Протягом подальших 13 років були репресовані всі 8 священиків, які залишилися в Одесі по Громадянській війні. У 1935 році був закритий собор Успіння Пресвятої Діви Марії, а у 1936 році — підривають Собор Святого Климента. З того часу церква Св. Петра стає єдиним римо-католицьким храмом не тільки для одеситів, але й для католиків усього півдня України.

### Друга Світова війна
У жовтні 1941 року до Одеси увійшли німецькі війська, Одеса перейшла до складу Румунії. Була відновлена Тираспольська єпархія із кафедральним Собором в Одесі, головою єпархії став єпископ Марк Глязер, який раніш був настоятелем храму в Кишиневі. Кафедральним Собором став знову відкритий собор Успіння Пресвятої Діви Марії. У квітні 1942 року настоятелем приходу Св. Петра став Петро Леоні, колишній капелан італійського шпиталю в Одесі. До Успенського собору були повернені із музеїв реліквії — фігури, образи, а каплиця Св. Петра лишалася порожньою. Із приходом Радянських військ, 21 травня 1945 року, була зареєстрована римо-католицька громада міста, а 23 травня — рада громад, але вже 29 травня 1945 року отець Петро Леоні разом із своїм вікарієм, французом Жаном-Морисом Ніколя, були арештовані просто на вулиці.

### Післявоєнні часи
Лише 2 вересня 1947 року до Одеси приїхав новий настоятель — отець Олександр Самосенко. 23 листопада 1949 року Собор Успіння Богородиці був знову закритий, а каплиця Св. Петра апостола дістала статус парафіяльного храму. Протягом радянських часів у каплиці переховувалися ікона Успіння Діви Марії та ікони Хресної Дороги німецьких майстрів, мармурова хрестильниця — подарунок папи римського Пія IX, лавки, конфесіонал та інші предмети культу.
Новий етап в історії храму розпочався у 1958 році із прибуттям із Вільнюсу до Одеси отця-салезіана — Тадеуша Хоппе. Він прийняв пастирство й оселився у підвалі церкви. Отець Тадеуш Хоппе зробив багато для римо-католицької громади міста: значно збільшилася кількість парафіян, у храмі з'явилися нові вівтарі, засвітила нова люстра. Йому вдалося повернути католицькій спільноті Одеси Кафедральний Собор (вул. Катерининська), парафіяльний будинок знищеного Собору Святого Климента (вул. Балківська) і зал для катехізації та зборів (вул. Гаванна). 10 листопада 2003 року отець Тадей Хоппе помер, а на річницю його смерті у підвалі храму був відкритий музей на його честь.
Отець Тадеуш Хоппе належав до Згромадження (ордену) Салезіян Дона Боско (SDB). Від початку 1990-х років салезіянська спільнота поширилася, а враз з цим і поле діяльності її членів. Закладено нову парафію у Кафедральному Соборі і проведено рятування цієї святині, що перебувала в аварійному стані(1991—2002 р.) У 1999 році було викуплено будівлю колишнього дитячого садочку на вул. Малиновського в районі Черемушок, де відкрито Молодіжний центр «Дон Боско», що містить дитячий садочок, початкову школу, чоловічий гуртожиток, ораторій для дітей і молоді.
Не зважаючи на те, що храм св. Петра був постійно відчинений, від 1922 року католицька спільнота була позбавлена права власності на будівлю храму. Після 10 років бюрократичної тяганини — 16 грудня 2015 року, на сесії Міської Ради було прийнято довгоочікуване рішення — «Повернути культову нежитлову будівлю (костьол) […] безоплатно у власність Релігійної громади Римсько-Католицької Церкви костьолу св. Петра м. Одеси»
Храм відкритий щоденно з 10:00 до 19:00 год. Щоденні богослужіння о 10.30 та 18.00 год. (четвер — лише о 16.00). У неділю богослужіння проводяться чотирма мовами: польською (9.00), російською (11.00), англійською (16.00) та українською (18.00). У першу суботу місяця — французькою (16.00).

## Галерея

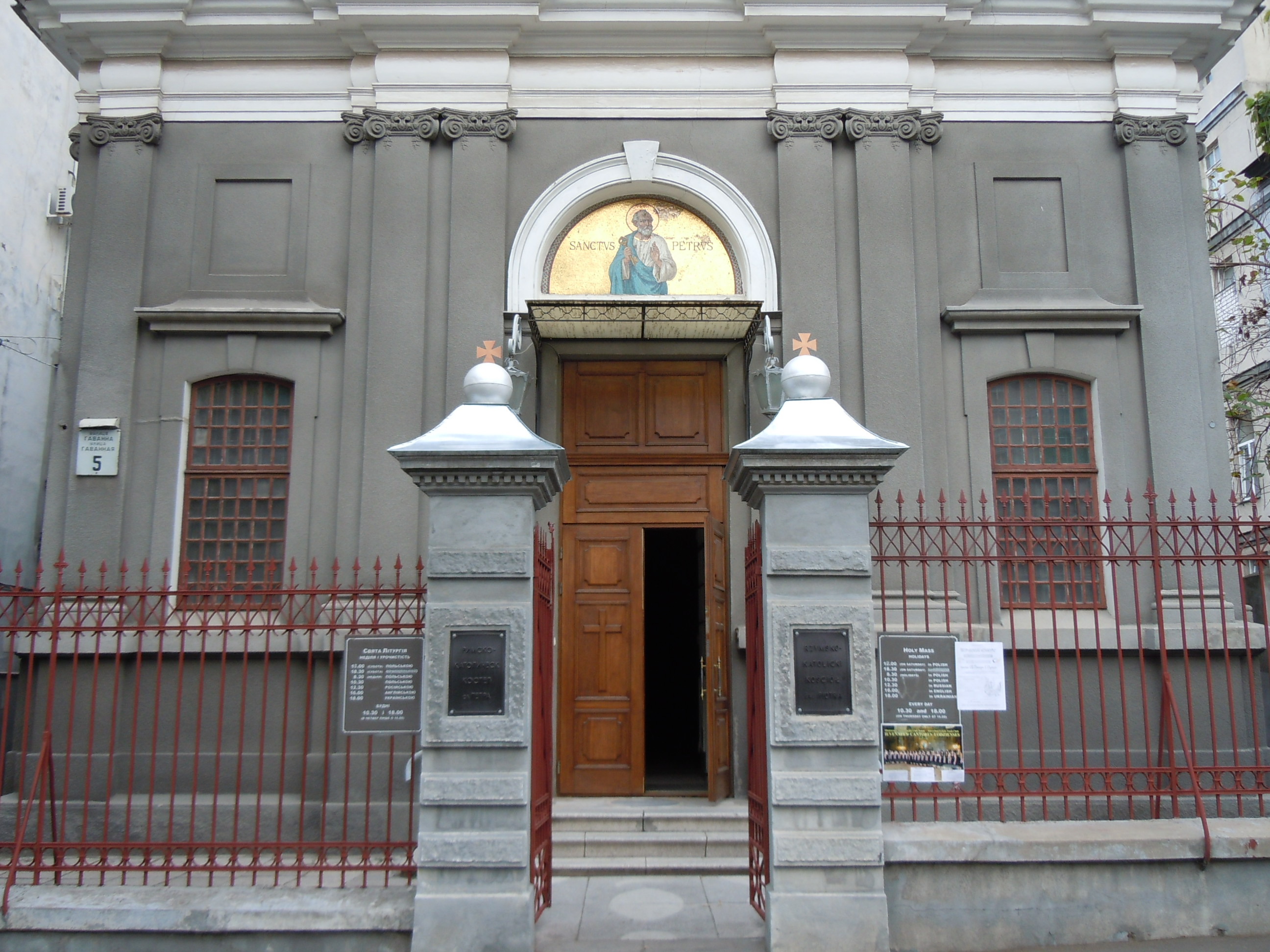
Головний вхід
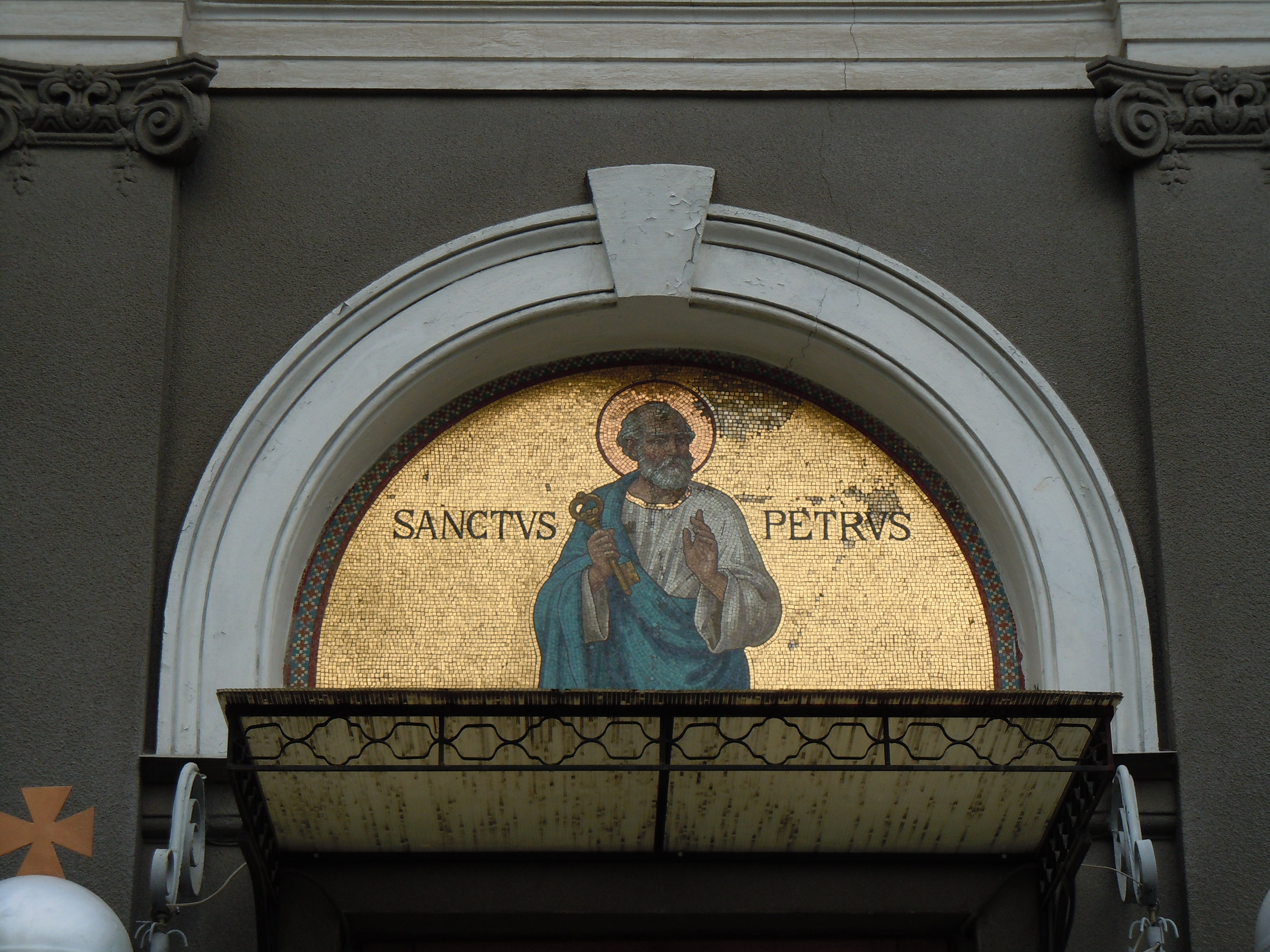
Мозаїка над головним входом
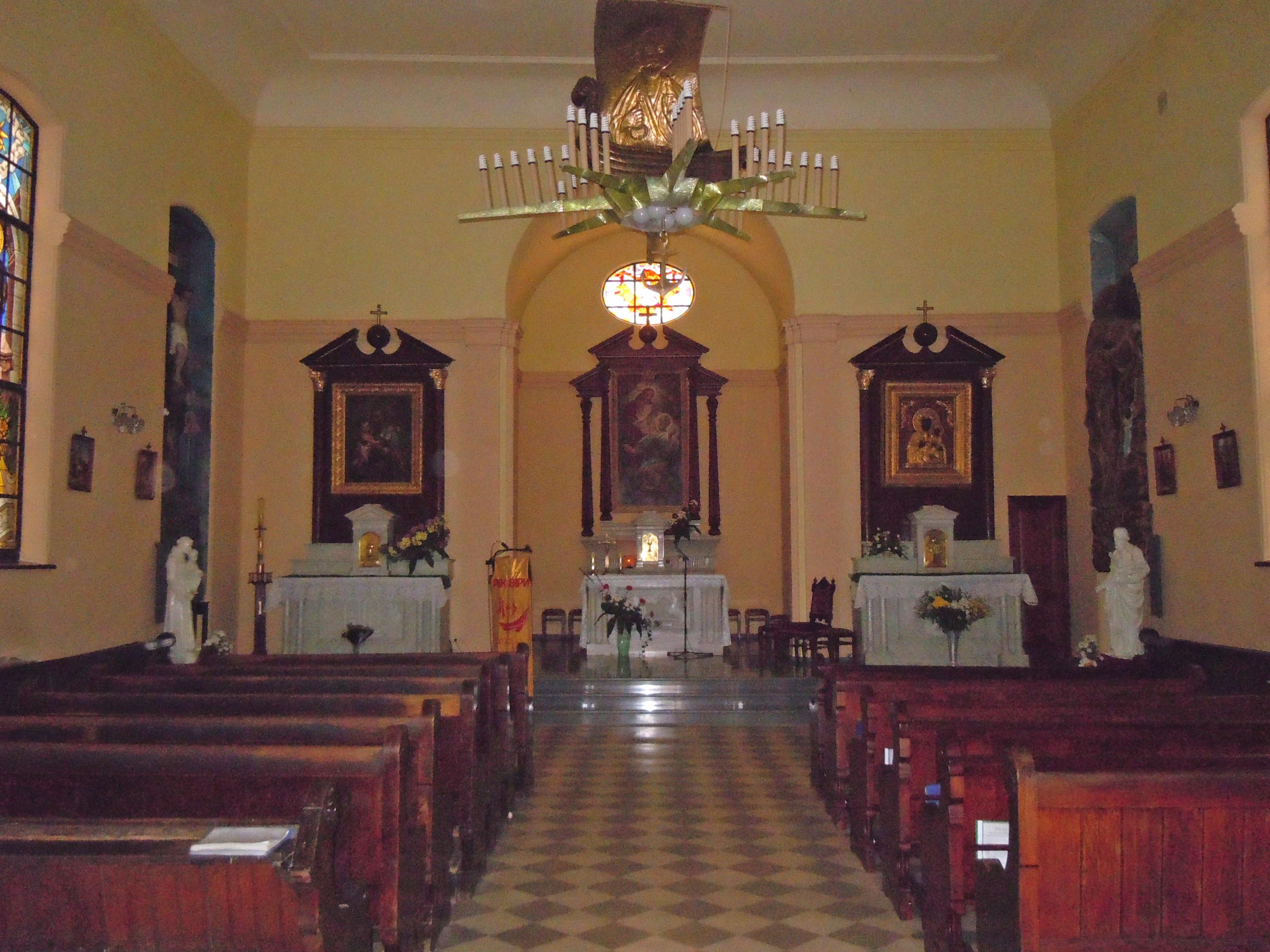
Вівтар
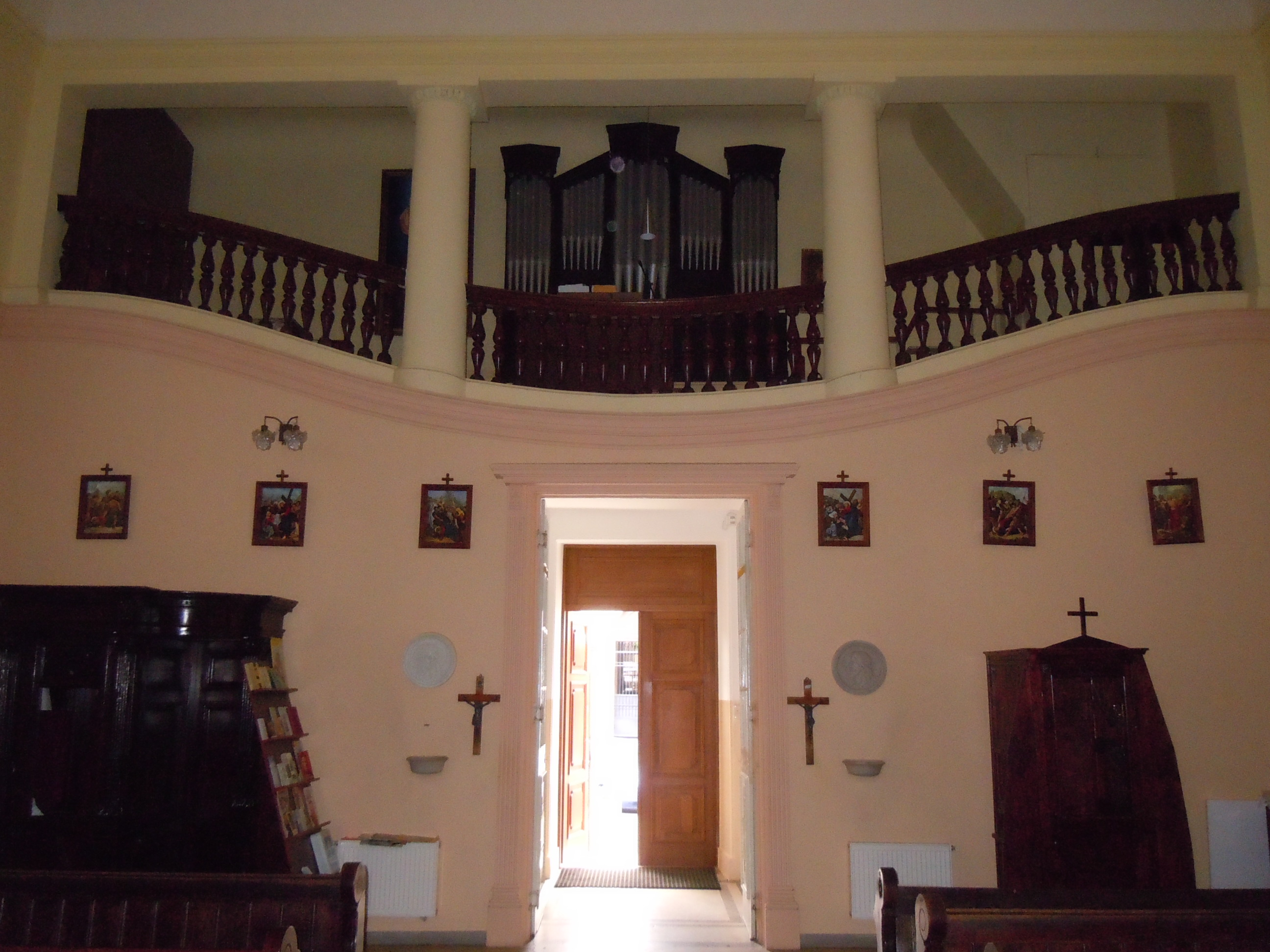
Хори